# Cai (banda)
Cai es un grupo de rock sinfónico y jazz rock, originario de Cádiz, que estuvo en activo entre 1977 y 1982, y una segunda etapa desde 2007 al 2011.

## Época histórica
Es uno de los grupos más destacados de la segunda avalancha de bandas de rock andaluz, y era un cuarteto liderado por el teclista Chano Domínguez, hoy en día uno de los músicos de jazz españoles más internacionales. Su primer álbum se grabó en La Caleta, en 1978, y fue editado por una compañía independiente llamada La Cochu-Trova, bajo el título de Más allá de nuestras mentes diminutas. En la portada, aparece la referencia "Sonido Andaluz" y es lo que hay en él, rock sinfónico instrumental con fuertes influencias de Emerson, Lake & Palmer y flamenco.
La buena acogida de este primer disco, les procuró un contrato con CBS, para su sello Epic. Su segundo álbum se tituló Noche abierta (1980) y supone un acercamiento a los conceptos de Alameda o, más aún, Imán, aunque comienzan a incorporar momentos de jazz rock, como el tema Alegrías de Cai. Siguiendo una evolución bastante usual en las bandas de rock andaluz, su tercer disco, Canción de la primavera, es mucho más comercial, con una clara tendencia hacia la música tropical, salsera, con largos desarrollos de teclados sobre ritmos de tangos o bulerías.

## Época reciente
Bajo el impulso creativo del guitarrista Paco Delgado y con las incorporaciones de Diego Fopiani (voz y batería), Blas Lago (teclados), Ignacio Olivera (bajo), Carlos Martel y Carlos Villoslada (flauta y saxos), vuelven en 2007.[cita requerida] Con esta formación actuaron en el Festival Lago de Bornos y en el Teatro José María Pemán de Cádiz, con la participación de Chano Domínguez y Pepe Vélez. 
Durante 2008, el grupo prescinde de los instrumentos de viento e incorpora al guitarrista José Antonio Fernández Mariscal, "El Niño", que ya estuvo en la banda desde la época del disco Noche abierta. Con esta formación actuaron en el Festival de Músicas Avanzadas de Jerez de la Frontera de ese año. También en 2008, se reunieron con miembros de Imán Califato Independiente en varios conciertos, bajo la denominación de El Caimán en concierto, y junto con el cantautor Javier Ruibal (acompañado por los músicos del grupo de rock progresivo Glazz), en un memorable concierto en El Bosque (Cádiz), como homenaje al 30.º aniversario de la declaración como Reserva de la Biosfera del parque natural de Grazalema. 
En 2010, editaron un nuevo álbum, Metáforas de luz, ya sin Paco Delgado e Ignacio Olivera, y publicado por el sello andaluz El Bujío y presentado en el Finisterrae Festival de La Coruña, junto con otros artistas, como Steve Hackett (Génesis), Colin Bass y Jan Schelhaas (Camel) y los  italianos Premiata Forneria Marconi.[cita requerida]
En 2012, Diego Fopiani y Paco Delgado formaron un nuevo grupo, que hizo su presentación en la ciudad de Jerez de la Frontera bajo la denominación de Caeman, el 5 de octubre de 2012. Esta nueva etapa cuenta con el bajista y cantante Iñaki Egaña (miembro fundador de Imán) y los teclados de Blas Lago.[cita requerida]
El 4 de abril de 2019 falleció Diego Fopiani.

## Discografía
- 1978 - Más allá de nuestras mentes diminutas (Trova Records)
- 1980 - Noche abierta (CBS)
- 1981 - Canción de la primavera (CBS)
- 2007 - Mucho más allá (doble álbum con temas en estudio y en directo)
- 2010 - Metáforas de luz (El Bujío Producciones)